# Папа Лав VIII
Папа Лав VIII (лат. Leo VIII; Рим - Рим, 1. март 965) је био 132. папа од 28. јуна 964. до 1. марта 965.